# Tsholola Tshinyama
Tsholola Tshinyama (ur. 15 maja 1980) – kongijski piłkarz grający na pozycji pomocnika.

## Kariera klubowa
Karierę piłkarską Tshinyama rozpoczął w klubie AS Saint-Luc z miasta Kananga. W 2000 roku zadebiutował w jego barwach w pierwszej lidze Demokratycznej Republiki Konga. Po roku gry w tym klubie odszedł do TP Mazembe z Lubumbashi. W 2002 roku osiągnął pierwszy sukces w karierze, gdy wywalczył mistrzostwo kraju.
W 2003 roku Tshinyama odszedł z Mazembe do południowoafrykańskiego Ajaksu Kapsztad. Tam grał przez cztery sezony. W 2004 roku wywalczył z Ajaksem wicemistrzostwo kraju, a w 2007 roku zdobył ABSA Cup.
Latem 2007 Tshinyama został piłkarzem belgijskiego KSC Lokeren, gdzie zaczął grać wraz z rodakami Marcelem Mbayo i Patiyo Tambwe. W pierwszej lidze belgijskiej zadebiutował 24 sierpnia 2007 w przegranym 1:2 wyjazdowym meczu z Sint-Truidense VV. W Lokeren występował w podstawowym składzie. W 2012 roku zdobył z nim Puchar Belgii, a w 2013 roku rozwiązał z nim kontrakt.
| Sezon   | Klub                 | Kraj                          | Rozgrywki             | Mecze | Bramki |
| ------- | -------------------- | ----------------------------- | --------------------- | ----- | ------ |
| 2000    | AS Saint-Luc Kananga | Demokratyczna Republika Konga | Linafoot              | 30    | 1      |
| 2001    | TP Mazembe           | Demokratyczna Republika Konga | Linafoot              | 33    | 5      |
| 2002    | TP Mazembe           | Demokratyczna Republika Konga | Linafoot              | 30    | 1      |
| 2003    | TP Mazembe           | Demokratyczna Republika Konga | Linafoot              | ?     | ?      |
| 2003/04 | Ajax Kapsztad        | Południowa Afryka             | Premier Soccer League | 34    | 4      |
| 2004/05 | Ajax Kapsztad        | Południowa Afryka             | Premier Soccer League | 32    | 0      |
| 2005/06 | Ajax Kapsztad        | Południowa Afryka             | Premier Soccer League | 17    | 0      |
| 2006/07 | Ajax Kapsztad        | Południowa Afryka             | Premier Soccer League | 15    | 1      |
| 2007/08 | KSC Lokeren          | Belgia                        | Eerste Klasse         | 27    | 0      |
| 2008/09 | KSC Lokeren          | Belgia                        | Eerste Klasse         | 30    | 0      |
| 2009/10 | KSC Lokeren          | Belgia                        | Eerste Klasse         | 22    | 0      |
| 2010/11 | KSC Lokeren          | Belgia                        | Eerste Klasse         | 32    | 2      |
| 2011/12 | KSC Lokeren          | Belgia                        | Eerste Klasse         | 20    | 0      |
| 2012/13 | KSC Lokeren          | Belgia                        | Eerste Klasse         | 4     | 0      |

## Kariera reprezentacyjna
W reprezentacji Demokratycznej Republiki Konga Tshinyama zadebiutował w 2001 roku. W 2006 roku rozegrał 4 spotkania w Pucharze Narodów Afryki 2006: z Togo (2:0), z Angolą (0:0), z Kamerunem (0:2) i ćwierćfinale z Egiptem (1:4).